# Выборы губернатора Севастополя (2020)
Выборы губернатора Севастополя состоялись в Севастополе 13 сентября 2020 года в единый день голосования. Губернатор избирался сроком на 5 лет. Выборы были объявлены досрочными, так как прежний губернатор Дмитрий Овсянников 11 июля 2019 указом президента был освобождён от должности губернатора по собственному желанию.
На 1 июля 2020 года в Севастополе было зарегистрировано 321 797 избирателей.

## Предшествующие события
На протяжении трёх лет регионом управлял Дмитрий Овсянников. Он был назначен временно исполняющим обязанности губернатора Севастополя 28 июля 2016 года указом Президента России Владимира Путина. 10 сентября 2017 года он одержал победу на первых прямых выборах губернатора Севастополя, набрав 71 % голосов избирателей города. 11 июля 2019 указом президента Дмитрий Овсянников был отправлен в отставку по собственному желанию.
В тот же день, 11 июля 2019 года указом президента временно исполняющим обязанности губернатора Севастополя был назначен Михаил Развожаев.

## Выдвижение и регистрация кандидатов
В городе Севастополе кандидаты выдвигаются только политическими партиями, имеющими право участвовать в выборах, или их региональными отделениями.
Каждый кандидат при регистрации должен представить список из трёх человек, один из которых в случае избрания кандидата станет представителем правительства региона в Совете Федерации.

### Муниципальный фильтр
Согласно местному законодательству, чтобы участвовать в выборах, кандидаты должны пройти так называемый муниципальный фильтр, то есть собрать в свою поддержку подписи 10 процентов депутатов в трех четвертях внутригородских муниципальных образований. В Севастополе всего 10 муниципалитетов и 120 депутатов. Соответственно, от кандидатов изначально требовалось собрать не менее 12 подписей как минимум в 8 округах.
Однако незадолго до объявления выборов советы Ленинского и Гагаринского муниципальных округов были распущены, так как часть депутатов — представителей партии «Единая Россия» — сложили полномочия. Вслед за роспуском советов двух МО Севастопольская городская избирательная комиссия постановила, что кандидаты должны предоставить 9 подписей депутатов из 8 муниципальных округов, что осложнило условия потенциальным кандидатам. В дальнейшем это решение избирательной комиссии было обжаловано в Севастопольском городском суде, но осталось в силе.

## Кандидаты
| Кандидат                       | Возраст              | Информация | Субъект выдвижения            | Статус              |
| ------------------------------ | -------------------- | --- | ----------------------------- | ------------------- |
| Ермаков Иван Федосович         | 78 лет (1.1.1947)    | Пенсионер. Председатель Севастопольского городского совета (1991—1992), представитель Президента Украины в Севастополе (1992—1994), заместитель Председателя Верховного Совета Автономной Республики Крым (1991—1994). В 2016 году выдвигался в депутаты Государственной думы VII созыва по Севастопольскому одномандатному округу, получил 1,8 % голосов (7-е место). Баллотировался в губернаторы в 2017 году, получил 2,1 % голосов (4-е место). | Патриоты России               | зарегистрирован     |
| Журавлев Илья Григорьевич      | 54 года (3.6.1971)   | Руководитель депутатской фракции в Законодательном собрании города Севастополя. В 2016 году выдвигался в депутаты Государственной думы VII созыва по Севастопольскому одномандатному округу, получил 10,2 % голосов (4-е место). Баллотировался в губернаторы в 2017 году, получил 7,6 % голосов (3-е место). | ЛДПР                          | зарегистрирован     |
| Кияшко Роман Владимирович      | 56 лет (28.1.1969)   | Второй секретарь севастопольского отделения КПРФ, депутат Законодательного собрания города Севастополя. В 2010 году был избран депутатом Севастопольского городского совета. Баллотировался в губернаторы в 2017 году, получил 16,4 % голосов (2-е место). | КПРФ                          | отказ в регистрации |
| Развожаев Михаил Владимирович  | 44 года (30.12.1980) | Временно исполняющий обязанности губернатора Севастополя. Заместитель министра Российской Федерации по делам Северного Кавказа в 2014 - 2018. Временно исполняющий обязанности главы Республики Хакасия в октябре-ноябре 2018. | Единая Россия                 | зарегистрирован     |
| Романенко Александра Сергеевна | 51 год (24.4.1974)   | домохозяйка | Демократическая партия России | зарегистрирована    |
| Романович Александр Леонидович | 72 года (15.10.1952) | С 2011 года депутат Государственной Думы, член фракции «Справедливая Россия», заместитель Председателя Государственной думы, заместитель председателя Комитета по международным делам. | Справедливая Россия           | зарегистрирован     |
| Соловьев Иван Николаевич       | 54 года (22.8.1970)  | главный научный сотрудник Института законодательства и сравнительного правоведения. | Народ против коррупции        | отказ в регистрации |
| Яковенко Ярослав Валерьевич    | 55 лет (22.6.1972)   | генеральный директор «Крымский гарант безопасности» | Партия прогресса              | зарегистрирован     |

Из 8 потенциальных кандидатов зарегистрироваться удалось 6: Иван Соловьёв не подал документы в избирком, а Роман Кияшко не смог преодолеть муниципальный фильтр (предоставил 9 подписей, но из 6 муниципальных округов).

## Результаты
15 сентября Севастопольская городская избирательная комиссия подвела окончательные результаты выборов. Губернатором города избран Михаил Развожаев.
| Место                                    | Место                                    | Кандидат                                 | Партия                                   | Голосов | %       |
| ---------------------------------------- | ---------------------------------------- | ---------------------------------------- | ---------------------------------------- | ------- | ------- |
|                                          | 1.                                       | Михаил Развожаев                         | Единая Россия                            | 135 132 | 85,72 % |
|                                          | 2.                                       | Илья Журавлёв                            | ЛДПР                                     | 7799    | 4,95 %  |
|                                          | 3.                                       | Иван Ермаков                             | Патриоты России                          | 4136    | 2,62 %  |
|                                          | 4.                                       | Александра Романенко                     | Демократическая партия России            | 3016    | 1,91 %  |
|                                          | 5.                                       | Александр Романович                      | Справедливая Россия                      | 2727    | 1,73 %  |
|                                          | 6.                                       | Ярослав Яковенко                         | Партия прогресса                         | 1331    | 0,84 %  |
|                                          |                                          |                                          |                                          |         |         |
| Действительных бюллетеней                | Действительных бюллетеней                | Действительных бюллетеней                | Действительных бюллетеней                | 154 141 | 97,78 % |
| Недействительных бюллетеней              | Недействительных бюллетеней              | Недействительных бюллетеней              | Недействительных бюллетеней              | 3497    | 2,22 %  |
| Всего                                    | Всего                                    | Всего                                    | Всего                                    | 157 638 | 100 %   |
|                                          |                                          |                                          |                                          |         |         |
| Число бюллетеней, выданных досрочно      | Число бюллетеней, выданных досрочно      | Число бюллетеней, выданных досрочно      | Число бюллетеней, выданных досрочно      | 106 968 | 67,56 % |
| Число бюллетеней, выданных на участке    | Число бюллетеней, выданных на участке    | Число бюллетеней, выданных на участке    | Число бюллетеней, выданных на участке    | 30 275  | 19,12 % |
| Число бюллетеней, выданных вне помещения | Число бюллетеней, выданных вне помещения | Число бюллетеней, выданных вне помещения | Число бюллетеней, выданных вне помещения | 21 082  | 13,32 % |
|                                          |                                          |                                          |                                          |         |         |
| Явка                                     | Явка                                     | Явка                                     | Явка                                     | 158 325 | 48,28 % |
| Число избирателей                        | Число избирателей                        | Число избирателей                        | Число избирателей                        | 327 901 | 100 %   |